# Ammiraglio di Castiglia
L'Ammiraglio di Castiglia era un ufficiale della Corona di Castiglia. Tale posizione venne istituita nel 1247 da Ferdinando III di Castiglia ed esistette fino al 1705. Nel corso della sua storia tale titolo vide le sue funzioni e prerogative evolversi, divenendo a partire dal  XV secolo una posizione onorifica ed ereditaria all'interno della corte, dai connotati militari sempre meno significativi. 
A partire dal 1405 e fino alla sua soppressione il titolo venne detenuto ininterrottamente da esponenti della potente famiglia Enriquez, duchi di Medina de Rioseco, discendenti da Fadrique Alfonso de Castilla. 

## Elenco degli Ammiragli di Castiglia
Quello che segue è l'elenco di coloro che detennero il titolo:
| Ammiraglio                                         | Note |
| Ramón Bonifaz                                      | Dopo il 1247. |
| Ruy López de Mendoza                               | Dal 1253 al 1262. |
| Fernando Gutiérrez                                 | Tra il 1262 e il 1269. |
| Pedro Martínez de Fe                               | |
| Pedro Laso de la Vega                              | |
| Pay Gómez Chariño                                  | |
| Pedro Díaz de Castañeda                            | |
| Nuño Díaz de Castañeda                             | Deceduto nel 1293. Fratello del predecessore.                                                                                       |
| Benedetto Zaccaria                                 | Genovese. |
| Juan Mathé de Luna                                 | Deceduto nel 1299. |
| Fernando Pérez Maimón                              | |
| Alonso Fernández de Montemolín                     | Sivigliano. |
| Álvar Pérez                                        | Dimessosi nel 1304. |
| Diego García de Toledo                             | |
| Diego Gutiérrez de Ceballos                        | |
| Bernal de Soria                                    | Tra il 1307 e il 1311. |
| Gilberto de Castellnou                             | Aragonese |
| Alfonso Jofré Tenorio                              | Deceduto nel 1340. |
| Alonso Ortiz Calderón                              | Gran Priore dell'Orden de San Juan. Dimessosi nel 1341.                                                                             |
| Egidio Boccanegra                                  | Figlio di Simone Boccanegra; giustiziato nel 1367.                                                                                  |
| Ambrogio Boccanegra                                | Figlio del predecessore; deceduto nel 1373.                                                                                         |
| Fernando Sánchez de Tovar                          | Nobile da Berlanga. Deceduto nel 1384.                                                                                              |
| Juan Fernández de Tovar                            | Figlio del predecessore. Deceduto nella Battaglia di Aljubarrota in 1385.                                                           |
| Rui Díaz de Mendoza                                | Nobile di Mendivil. Deceduto nel 1390.                                                                                              |
| Alvar Pérez de Guzmán                              | Deceduto nel 1394. |
| Diego Hurtado de Mendoza                           | Deceduto nel 1404. |
| Alfonso Enríquez                                   | Duca di Medina de Rioseco, figlio di Fadrique Alfonso, signore di Haro. Deceduto nel 1429.                                          |
| Fadrique Enríquez de Mendoza                       | I conte di Melgar; figlio del predecessore, deceduto nel 1473.                                                                      |
| Alfonso Enríquez de Quiñones                       | Figlio del predecessore. Deceduto nel 1485.                                                                                         |
| Fadrique Enríquez de Velasco                       | Figlio del predecessore. Deceduto senza eredi nel 1538.                                                                             |
| Fernando Enríquez de Velasco                       | Fratello del predecessore. Deceduto nel 1545.                                                                                       |
| Luis Enríquez y Téllez-Girón                       | Figlio del predecessore. Deceduto nel 1572.                                                                                         |
| Luis Enríquez de Cabrera                           | Figlio di predecessore. Deceduto nel 1596.                                                                                          |
| Luis Enríquez de Cabrera y Mendoza                 | Figlio del predecessore. Deceduto nel 1600.                                                                                         |
| Juan Alfonso Enríquez de Cabrera                   | Figlio del predecessore. Deceduto nel 1647.                                                                                         |
| Juan Gaspar Enríquez de Cabrera y Sandoval         | Figlio del predecessore. Deceduto nel 1691.                                                                                         |
| Juan Tomás Enríquez de Cabrera y Álvarez de Toledo | Figlio del predecessore. Filippo V lo destituì per rappacificarsi con l'aristocrazia durante le guerre per la successione spagnola. |